# جاستین کوپر (هنرپیشه)
جاستین کوپر (انگلیسی: Justin Cooper؛ زادهٔ ۱۷ نوامبر ۱۹۸۸) یک هنرپیشه اهل ایالات متحده آمریکا است. وی بین سال‌های ۱۹۹۳ تا ۲۰۰۳ میلادی فعالیت می‌کرد.
از فیلم‌ها یا برنامه‌های تلویزیونی که وی در آن نقش داشته است می‌توان به دروغگو دروغگو اشاره کرد.